# سيلاباتيكرام
سيلاباتيك أوشرام «حكاية خلخال» ملحمة شبه أسطورية، مكونة من 5730 سطرا تقريبا،وموجودة في ثلاث كتب، وهي قصة حب مأساوية لزوجين هما كاناكي وزوجها كوفالان، السيلاباثيكارم له جذور قديمة في تقليد التاميل، وهو أقرب للهندوسيةجاين التاملية، وذكر كاناكي وشخصيات أخرى من القصة في أدب سانجام، كما هو الحال في نا إرمي إرماي والنصوص اللاحقة مثل كوفاِّف في القرن 5 أو 6 م،
يقول آر. بارثاساراثي  تمزج الموضوعات والأساطير والقيم اللاهوتية الموجودة في التقاليد الدينية الجاينية والبوذية والهندوسية، قصة التاميل عن الحب والرفض والسعادة والألم والخير والشر مثل كل الملاحم الكلاسيكية في العالم، ولكنها لا تتعامل مع الملوك والجيوش المحاصرين بالأسئلة العالمية والحروب الوجودية مثل بقية الملاحم.
أعيد اكتشاف مخطوطات جريد النخيل الخاصة بالقصيدة الملحمية، إلى جانب مخطوطات أدب سنجام في الأديرة في النصف الثاني من القرن التاسع عشر، وبعد حفظها ونسخها في المعابد والأديرة على شكل مخطوطات من جريد النخيل، نشرت أيار أول طبعة جزئية لها على الورق في عام 1872، والطبعة الكاملة في عام 1892، ثم تُرجمت القصيدة الملحمية إلى العديد من اللغات بما في ذلك الإنجليزية.    

## التسمية
مزيج من كلمتين "silambu" (خلخال) و"adikaram" (القصة حول) «قصة تتمحور حول خلخال»، حيث وصفه أتيارككونالار بأنه قصة ملحمية تُروى بالشعر والموسيقى والدراما. 

## مؤلف

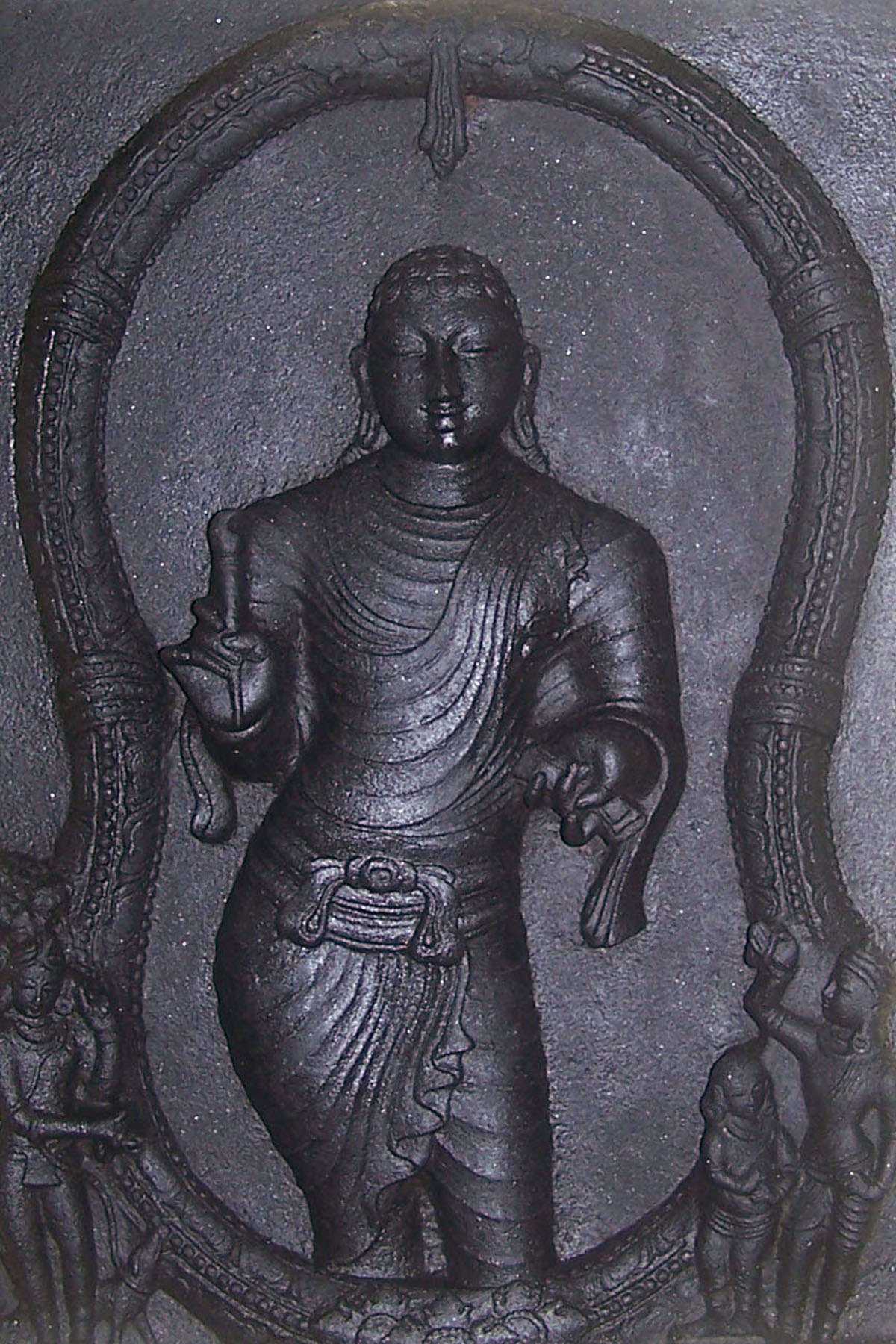
تم العثور على تماثيل ونقوش Ilango Adigal في الهند وسريلانكا. يعتقد أنه مؤلف Silappatikaram.

يقول بارثاساراثي ربما كان المؤلف مجرد محرر لـ التقليد الشفهي ولم تكن القصيدة الملحمية نتاج عبقريته الإبداعية، وربما كان المؤلف عالما جاينا، كما هو الحال في عدة أجزاء من الملحمة، تلتقي الشخصيات الرئيسية في الملحمة براهب أو راهبة جاينا. مدح الملحمة للفيدا، البراهمة، إدراج المعابد، الآلهة والإلهات الهندوسية والعبادة الطقسية تعطي النص شخصية عالمية، وبالنسبة لبعض العلماء قالوا أن هناك أدلة تشير إلى أن المؤلف لم يكن بالضرورة زاهدا جاينا.

## تاريخ
قدم عالم الأدب «راماشاندرا ديكشيتار» عددًا من الأحداث المذكورة في النص، وبالتالي فإن النص قد تم تأليفه حوالي 171 م،  أي أن الملحمة تألفت قبل ظهور سلالة بالافا، كما يقول "Alain Daniélou" عالم الهنديات الفرنسي الذي ترجم "Silappadikaram" في عام 1965،
وصرح دانييلو أن الملحمة إلى جانب الملاحم التاميلية الأربعة الأخرى تم تأليفها جميعًا في وقت ما بين الجزء الأخير من Sangam والقرون اللاحقة، أي «من القرن الثالث إلى القرن السابع». 
قال «زفيليبيل» أن لغة وأسلوب القسم الثالث متجانسة تمامًا مع القسمين الأولين، ولا يبدو أنه عمل لعدة مؤلفين، وبالتالي يجب اعتبار الملحمة بأكملها تحفة كاملة،   وصرح فريد هاردي أن بعض الأقسام تم إقحامها بشكل واضح وذكاء في الملحمة الرئيسية، وقد تكون هذه الإضافات من القرن السابع إلى الثامن 
يؤيد دانييلو على أن الملحمة تم إعادة تشكيلها وتوسيعها بشكل مبالغ في القرون التي جاءت بعد تأليف الملحمة الأصلية، لكن الملحمة بقيت حتى العصر الحديث متجانسة تمامًا ولايوجد أدلة على الإضافات من قبل مؤلفين متعددين. 

## محتويات

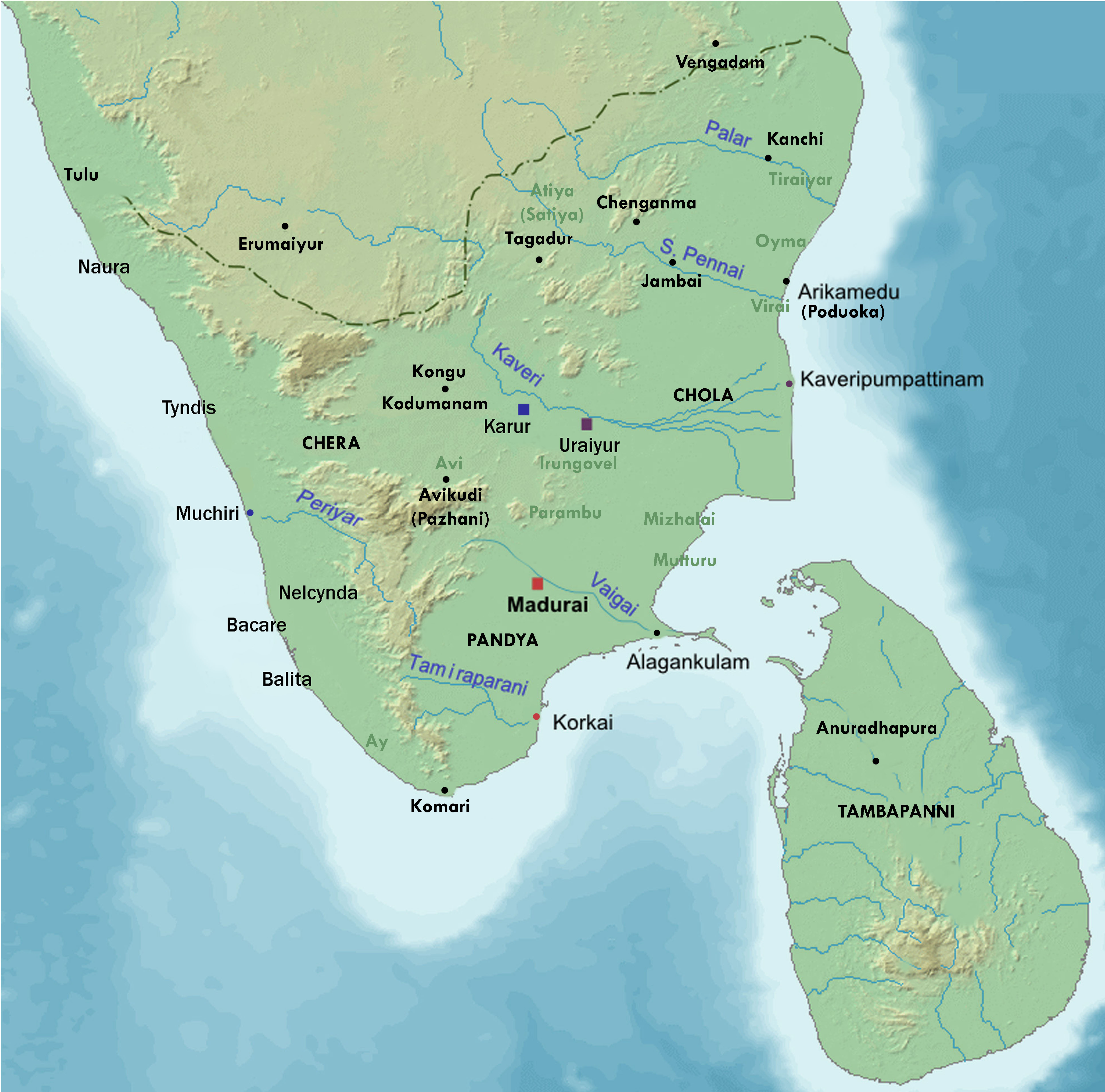
الملحمة قائمة في الممالك القديمة شولا (الكتاب 1) ، بانديا (الكتاب 2) وشيرا (الكتاب 3).

ينقسم Silappatikaram إلى ثلاثة كتب، وتمت تسمية الكانتام الثلاثة على اسم عواصم الممالك التاميلية الثلاث الكبرى المبكرة 
- بوهاركاندام ومقرها في عاصمة تشولا بوغار، هذا الكتاب هو المكان الذي يبدأ فيه كاناجي وكوفالان حياتهما الزوجية ويترك كوفالان زوجته.[1]
- ماتورايكاندام ومقرها مادوراي التي كانت آنذاك عاصمة مملكة بانديا، هذا الكتاب هو المكان الذي يتم فيه سرد القصص عن الزوجين بعد مغادرة بوهار وهما يحاولان إعادة بناء حياتهما، وهو المكان الذي يتم فيه إعدام كوفالان ظلماً بعد أن تم اتهامه لسرقة خلخال الملكة. [1]
- Vanchikkandam ومقرها في عاصمة بلد Chera ، Vanci. يبدأ الكتاب الثالث بعد أن صعدت كاناكي إلى السماء في عربة إندرا، تحكي الملحمة الأساطير حول ملك شيرا والملكة والجيش الذي عزم على بناء معبد لها كإلهة باتيني، ورحلة شيرا إلى جبال الهيمالايا والمعارك على طول الطريق وأخيرًا الانتهاء الناجح لمعبد عبادة كاناكي. [1]

### الشخصيات الاساسية

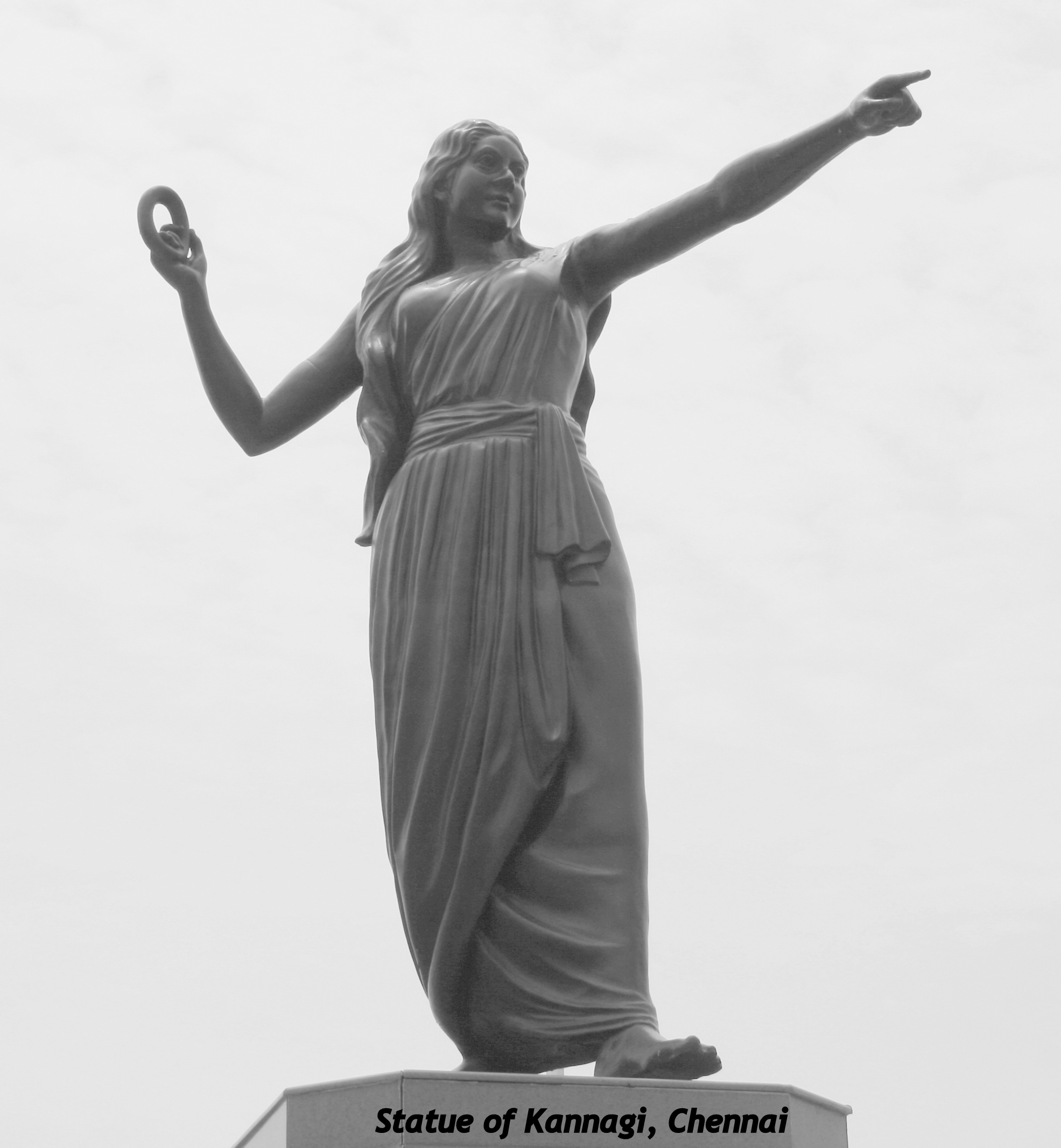
تمثال كاناجي على شاطئ تشيناي مارينا.

- كاناجي - البطلة والشخصية المركزية للملحمة
- كوفالان - زوج كاناكي
- مادهافي - راقصة مومس شابة وجميلة
- Vasavadaththai - صديقة مادهافي
- Kosigan - رسول مادهافي إلى كوفالان
- مادالان - زائر براهمين إلى مادوراي من بومفوهار (الكتاب 2)
- كافونثي أديغال - راهبة جاين (كتاب 2)
- نيدونشيليان - ملك بانديا (كتاب 2)
- كوبيرونديفي - بانديا كوين (كتاب 2)
- إندرا - الإله الذي جلب Kannaki إلى الجنة (الكتاب 3)
- Senguttuvan - ملك Chera (الكتاب 3)

### قصة
كتاب 1
يقع فندق Cilappatikaram في مدينة ساحلية في مملكة Chola المبكرة، كاناكي وكوفالان متزوجان حديثًا ويعيشان في حالة حب،  مع مرور الزمن التقى كوفالان بامرأة تدعى ماتافي (مادهافي) مومس، فوقع في حبها وانتقل للعيش معها، وأخذ ينفق عليها بسخاء، كانت كاناكى حزينة جدا وتنتظر عودته إليها بالرغم من خيانته لها.
خلال مهرجان إندرا، إله المطر، كان يوجد مسابقة غنائية،  شارك فيها كوفالان بقصيدة عن امرأة آذت حبيبها. ثم شاركت ماتافي بأغنية عن رجل خان حبيبته، وهذا يفسر لكل منهما أن الأغنية كانت رسالة للآخر، شعر كوفالان أن ماتافي غير مخلصه له ولابد أن يتركها، في المقابل كاناكى كانت لا تزال تنتظرعودته 
كتاب 2
غادرا الزوجان المدينة وسافرا إلى مادوراي في مملكة بانديا، واعترف بخطئه لكاناكي فقبلت اعتذاره، وشجعته على إعادة بناء حياتهم معًا، وكان كوفالان حينها مفلسا، فأعطته واحدة من الخلاخل المرصعة بالجواهر ليبيعها ويستفيد من المال،  وعندما ذهب كوفالان إلى التاجر ليبيعها، قام التاجر باتهامه كذبا بأنه سرق الخلخال من الملكة، فقام الملك باعتقال كوفالان وإعدامه، دون أن يتحقق في الموضوع.  
ذهبت كاناكي للبحث عنه، فعلمت ما حدث له، واحتجت على ظلم كوفالان، فذهبت إلى المحكمة والقت الخلخال الآخر المرصع بالجواهر على الملك، فتمت تبرئة كوفالان، وعلم الملك بخطئه، أصيب الملك وشعب مادوراي بلعنة كاناكي، وأشعلت نيران الجحيم في جميع أنحاء المدينة، فمات الملك، وقتل الحريق الجميع باستثناء البراهمة فقط، والرجال الطيبين، والأبقار، والنساء الصادقات، والمقعدين، وكبار السن من الرجال والأطفال، كما يقول زفيليبيل.   
كتاب 3
تترك كاناكي قرية مادوراي بعد الاحتراق وتتجه إلى المنطقة الجبلية لمملكة شيرا، لتلتقي بالآلهة والإلهات، يأتي ملك الآلهة إندرا بمركبته، وتذهب كاناكي معه إلى الجنة، وتتعرف على العائلة المالكة لمملكة Chera، فتقرر العائلة بناء معبد مع كاناكي باعتبارها الإلهة المميزة، ثم يذهبون إلى جبال الهيمالايا، ويحضرون حجرًا، وينحتون صورتها، ويتصلون بإلهة باتيني، ويكرسون معبدًا، ويأمرون بالصلاة اليومية، ويؤدون تضحية ملكية. 

## الحفظ
أعاد العالم الهندوسي يو سواميناثا آير اكتشاف مخطوطات جريد النخيل من القصيدة الملحمية الأصلية، ومخطوطات أدب سانجام في الأديرة الهندوسية بالقرب من كومباكونام، وحفظت هذه المخطوطات بنسخها في المعابد والأديرة على مر الزمان، نشرت Aiyar أول طبعة جزئية لها في عام 1872، والطبعة الكاملة كانت في عام 1892، وتُرجمت القصيدة الملحمية إلى العديد من اللغات.   

## الترجمات
أول ترجمة لـ Silappadikaram كانت عام 1939 بواسطة VR Ramachandra Dikshitar (مطبعة جامعة أكسفورد)،  ثم نشر آلان دانيالو ترجمة أخرى للملحمة في عام 1965  كذلك نشرت الترجمة الإنجليزية لـ R. Parthasarathy في عام 1993 من قبل مطبعة جامعة كولومبيا، وأعيد طبعها في عام 2004 بواسطة Penguin Books.
صرحت بولا سافير من جامعة بتلر أن ترجمة بارثاساراثي مطلب ضروري فهي ملاءمة أكثر للدراسات الأكاديمية نظرًا لدقتها، في حين أن ترجمة دانيالو كانت مناسبة أكثر للذين يبحثون عن الاستمتاع بالقصيدة.
ترجم آلان دانييلو و RN Desikan الملحمة إلى اللغة الفرنسية وكان في عام 1961، وكامل زفيليبيل إلى اللغة التشيكية في عام 1965، وجيه جلازوف إلى الروسية في عام 1966. 

### إعادة الكتابة
أعاد الكاتب Jeyamohan صياغة كتابة الملحمة بالكامل في رواية باسم Kotravai وكان ذلك في عام 2005، HS Shivaprakash وهو شاعر وكاتب مسرحي رائد قام بإعادة سرد جزء من الملحمة وهو مادوريكاندا، الكاتب الهندي الشهير أمريتلال ناجار كتب أيضًا مسرحية إذاعية مدتها 1.25 ساعة عن القصة تم عرضها على Aakashvani في عام 1952.

## في الثقافة الشعبية
وجدت عدة أفلام مبنية على قصة Silappathikaram وأشهرها فيلم Kannagi للممثلة Kannamba عام 1942، لعب PU Chinnappa دور Kovalan واستطاع الفلم تحقيق نجاح كبير جدا، كذلك فيلم Poompuhar ، الذي قام بتأليفه M. Karunanidhi
ظهر Silappatikaram في الحلقتين 15 و 16 من المسلسل التلفزيوني Bharat Ek Khoj، لعبت Pallavi Joshi دور كاناكي ولعب Rakesh Dhar دور كوفالان.
- بومبوهار (فيلم)
- باثيني (فيلم 2016) في السنهالية - سريلانكا
- فيلم Kodungallooramma في المالايالامية (1968)
- أوباسانا - مسلسل تلفزيوني باللغة الهندية (1996) (دوردارشان)
- Aalayam - مسلسل تلفزيوني باللغة التاميلية (1996) (نسخة مدبلجة من Upasana)

## روابط خارجية
- جريتيل etext
- silapadatikaram باللغة الهندية PDF على أرشيف الإنترنت
- ملخص القصة مع الرسوم التوضيحية
- Silappathikara Vizha-Ma.Po.Si الذكرى العشرين